# 梅里爾 (緬因州)
梅里爾（英語：Merrill）是一個位於美國緬因州阿魯斯圖克縣的市鎮。

## 人口
根據2020年美國人口普查的數據，梅里爾的面積為96.81平方千米，當中陸地面積為96.74平方千米，而水域面積為0.07平方千米。當地共有人口208人，而人口密度為每平方千米2人。